# Ermidas-Sado
Ermidas do Sado (oficialmente, Ermidas-Sado) es una freguesia portuguesa situada en el municipio de Santiago do Cacém. Según el censo de 2021, tiene una población de 2071 habitantes.
El uso de la denominación "Ermidas do Sado" es prácticamente unánime, incluso por la administración municipal y el Gobierno de Portugal.